# The Wrestler (canción)
«The Wrestler» es la canción que da título a la película de 2008, The Wrestler (El Luchador). La canción fue escrita e interpretada por Bruce Springsteen. 
Los orígenes de la canción se basan en una amistad perdida y retomada entre Springsteen y el protagonista de la película, Mickey Rourke; quien informó a Springsteen sobre su próxima película y preguntó si Springsteen podría escribir una canción para esta.Posteriormente, Springsteen la escribió y la interpretó para Rourke y el director de la película, Darren Aronofsky, antes de un concierto. Finalmente les gustó y Springsteen se la dio sin cobrarles nada a cambio.
Apareció por primera vez en agosto de 2008 en el debut de la película en el 65º Festival Internacional de Cine de Venecia. En diciembre de 2008 recibió una nominación para el premio Golden Globe a la mejor canción original y ganó el galardón en la 66.ª gala de los Premios Golden Globe el 11 de junio de 2009. También ganó el Premio Broadcast Film Critics Association a la mejor canción en 2008, y fue nominada, también en 2008, al Premio Satellite a la mejor canción original, pero no ganó. También se esperaba que la canción recibiera una nominación de Óscar a la mejor canción original en los 81.os Premios de la Academia, donde Springsteen la interpretaría durante la gala, pero, en lo que la revista Rolling Stone  calificó como «noticia impactante», se rechazó su nominación el 22 de enero de 2009, cuando la Academia nominó solamente tres canciones en esta categoría, en lugar de las cinco habituales.
Fue nominada en 2009 a un MTV Movie Award, pero perdió frente a Miley Cyrus, con su canción «The Climb».
También fue nominada a un Grammy por la mejor canción escrita para una película, serie u otro formato visual.
La canción fue utilizada en los créditos del documental «WWE: Behind the Curtain», realizado por la ESPN en 2015.   

## Grabación y vídeo
La versión grabada, sin créditos finales, se hizo disponible en iTunes el 16 de diciembre, antes del estreno de la película en algunas de las grandes ciudades estadounidenses unos días más tarde. Springsteen la grabó en su estudio de grabación Thrill Hill en Nueva Jersey, tocó todos los instrumentos y la produjo él mismo.
Posteriormente, fue incluida como «bonus track» en el lanzamiento de su álbum  Working on a Dream a finales de enero de 2009, aunque «The Wrestler» claramente se desviaba de los temas pop románticos y la elaborada producción del resto del álbum. 
A finales de enero de 2009 se grabó un videoclip para la canción en un gimnasio de boxeo en Nuevo Brunswick, en Nueva Jersey, y se estrenó en todas las redes sociales de Springsteen. En el videoclip se mostraban imágenes de Springsteen con el pelo peinado hacia atrás en un ring de boxeo y halterofilia intercaladas con otras escenas de la película. También se hizo disponible una versión extendida del videoclip en iTunes que solo mostraba a Springsteen. Finalmente, se hizo un video del making off del videoclip y se estrenó como parte del paquete de iTunes, que contenía doblajes de Springsteen aportando la interpretación que él le daba al protagonista de la película, cómo lo encajaba en su modelo normal de naturaleza humana y cómo intentó reflejar eso al escribir la canción.
El vídeo se incluyó como contenido extra en el lanzamiento de la película en formato DVD en abril de 2009.

## Actuaciones en directo
Ya que Springsteen no pudo interpretar la canción en la ceremonia de los Premios Oscar, le hizo un hueco importante durante la primera etapa de su gira Working on a Dream Tour en 2009. Cuando se interpretó más adelante en el set principal, se le puso una introducción larga de estilo sintetizador, un arreglo silencioso y una tenue iluminación del escenario. Durante las siguientes etapas de la gira, la canción no se interpretó casi nunca.
- Datos: Q605347